# 新羅濟夫卡 (克拉斯尼奧克尼區)
47°25′9″N 29°19′46″E / 47.41917°N 29.32944°E
新羅濟夫卡（烏克蘭語：Новорозівка）是位於烏克蘭西南部的村莊，由敖德萨州波季利斯克区的奧克尼市鎮負責管轄。該村始建於1924年，面積0.02平方公里，海拔高度111米，2001年人口8，人口密度每平方公里470.59人。